# Hrabstwo Plymouth (Iowa)

Piramida wieku hrabstwa

Hrabstwo Plymouth – hrabstwo położone w USA w stanie Iowa z siedzibą w mieście Le Mars.

## Miasta i miejscowości
| - Akron - Brunsville - Craig | - Hinton - Kingsley - Le Mars | - Merrill - Oyens - Remsen | - Sioux City - Struble - Westfield |

## Sąsiednie hrabstwa
- Hrabstwo Sioux
- Hrabstwo Cherokee
- Hrabstwo Woodbury
- Hrabstwo Union

## Drogi główne
- U.S. Highway 75
- Iowa Highway 3
- Iowa Highway 12
- Iowa Highway 60
- Iowa Highway 140